# Zacharias Ursinus
Zacharias Ursinus (Wrocław, 1534. július 18. – Neustadt an der Weinstraße, 1583. május 6.), eredeti nevén Zacharias Bär, német teológus, Caspar Olevianus-szal együtt a heidelbergi káté szerzője.

## Életpályája
Tizenöt évesen beiratkozott a wittenbergi egyetemre, ahol a következő hét évben Philipp Melanchthon tanítványa volt. Melanchthon csodálta a fiatal Ursinust intellektuális képességeiért és szellemi érettségéért, és beajánlotta őt több európai pártfogónak. Így Ursinus Strassborgban, Bázelben, Lausanne-ban és Genfben folytatta teológiai tanulmányait, Lyon-ban és Orléans-ban pedig héber nyelvtudását tökéletesítette. Visszatérve Boroszlóba kiadott egy pamfletet a szentségekről, amely kiváltotta a lutheránusok haragját, azzal vádolva őt, hogy inkább református, mint lutheránus. A boroszlói ellenfelek vitriolos reakciója miatt Ursinus Zürichbe költözött, ahol az olasz reformátor Pietro Martire Vermigli lett a barátja.
1561-ben III. Frigyes rajnai választófejedelem professzorrá nevezte ki a heidelbergi kollégiumban. Itt írta meg 1563-ban a választófejedelem megbízásából a heidelbergi kátét, Olavianussal együttműködve. A választófejedelem halála Ursinus elmozdítását eredményezte, aki ezután Neustadt an der Haardt-ban lett professzor 1578-tól 1583-ban bekövetkezett haláláig.